# Puchar Świata w bobslejach 2018/2019
Puchar Świata w bobslejach 2018/2019 – 35. sezon Pucharu świata w bobslejach. Rozpoczął się 7 grudnia 2018 roku w łotewskiej Siguldzie. Ostatnie zawody z tego cyklu rozegrano 24 lutego 2019 roku na torze w Calgary. Rozgrywane były trzy konkurencje: dwójka kobiet, dwójka mężczyzn i czwórka mężczyzn. Prowadzona była też klasyfikacja kombinacji, która łączy dwójkę mężczyzn i czwórkę mężczyzn.
Podczas sezonu 2018/2019 odbędą się dwie imprezy, na których rozdane zostaną medale. Podczas styczniowych zawodów Pucharu Świata w niemieckim Königssee odbyły się jednocześnie mistrzostwa Europy. Jednak główną imprezą tego sezonu będą mistrzostwa świata w Whistler.

## Punktacja
Od sezonu 2007/2008 za miejsca zajęte w konkursie Pucharu Świata zawodnicy otrzymują punkty według następującej tabeli:
| Miejsce | 1   | 2   | 3   | 4   | 5   | 6   | 7   | 8   | 9   | 10  | 11  | 12  | 13  | 14  | 15  | 16 | 17 | 18 | 19 | 20 | 21 | 22 | 23 | 24 | 25 | 26 | 27 | 28 | 29 | 30 |
| Punkty  | 225 | 210 | 200 | 192 | 184 | 176 | 168 | 160 | 152 | 144 | 136 | 128 | 120 | 112 | 104 | 96 | 88 | 80 | 74 | 68 | 62 | 56 | 50 | 45 | 40 | 36 | 32 | 28 | 24 | 20 |

## Kalendarz Pucharu Świata
| Lp.                                     | Data                | Miejscowość  | Konkurencja      | 1. miejsce                                                                           | 2. miejsce                                                                         | 3. miejsce                                                                       |
| --------------------------------------- | ------------------- | ------------ | ---------------- | ------------------------------------------------------------------------------------ | ---------------------------------------------------------------------------------- | -------------------------------------------------------------------------------- |
| 1.                                      | 7–9 grudnia 2018    | Sigulda      | Dwójka kobiet    | Niemcy Mariama Jamanka · Annika Drazek                                               | Rosja Nadieżda Siergiejewa · Julija Biełomiestnych                                 | Niemcy Anna Köhler · Lisa Sophie Gericke                                         |
| 1.                                      | 7–9 grudnia 2018    | Sigulda      | Dwójka mężczyzn  | Niemcy Francesco Friedrich · Alexander Schüller                                      | Łotwa Oskars Ķibermanis · Matīss Miknis                                            | Austria Benjamin Maier · Markus Sammer                                           |
| 1.                                      | 7–9 grudnia 2018    | Sigulda      | Dwójka mężczyzn  | Niemcy Francesco Friedrich · Martin Grothkopp                                        | Łotwa Oskars Ķibermanis · Matīss Miknis                                            | Niemcy Christoph Hafer · Tobias Schneider                                        |
| 2.                                      | 15–16 grudnia 2018  | Winterberg   | Dwójka kobiet    | Niemcy Stephanie Schneider · Ann-Christin Strack                                     | Niemcy Mariama Jamanka · Annika Drazek                                             | Stany Zjednoczone Elana Meyers-Taylor · Lake Kwaza                               |
| 2.                                      | 15–16 grudnia 2018  | Winterberg   | Czwórka mężczyzn | Niemcy Nico Walther · Paul Krenz · Alexander Rödiger · Eric Franke                   | Niemcy Francesco Friedrich · Jannis Bäcker · Martin Grothkopp · Alexander Schüller | Niemcy Johannes Lochner · Florian Bauer · Christopher Weber · Christian Rasp     |
| 2.                                      | 15–16 grudnia 2018  | Winterberg   | Czwórka mężczyzn | Niemcy Francesco Friedrich · Candy Bauer · Martin Grothkopp · Thorsten Margis        | Niemcy Johannes Lochner · Marc Rademacher · Christopher Weber · Christian Rasp     | Niemcy Nico Walther · Marko Hübenbecker · Alexander Rödiger · Eric Franke        |
| 3.                                      | 5–6 stycznia 2019   | Altenberg    | Dwójka kobiet    | Niemcy Mariama Jamanka · Annika Drazek                                               | Kanada Christine de Bruin · Kristen Bujnowski                                      | Stany Zjednoczone Elana Meyers-Taylor · Lake Kwaza                               |
| 3.                                      | 5–6 stycznia 2019   | Altenberg    | Dwójka mężczyzn  | Niemcy Francesco Friedrich · Thorsten Margis                                         | Kanada Justin Kripps · Cameron Stones                                              | Łotwa Oskars Ķibermanis · Matīss Miknis                                          |
| 3.                                      | 5–6 stycznia 2019   | Altenberg    | Czwórka mężczyzn | Niemcy Francesco Friedrich · Candy Bauer · Martin Grothkopp · Thorsten Margis        | Łotwa Oskars Ķibermanis · Matīss Miknis · Arvis Vilkaste · Jānis Strenga           | Niemcy Nico Walther · Paul Krenz · Alexander Rödiger · Eric Franke               |
| 4.                                      | 12–13 stycznia 2019 | Königssee    | Dwójka kobiet    | Niemcy Mariama Jamanka · Annika Drazek                                               | Stany Zjednoczone Elana Meyers-Taylor · Lake Kwaza                                 | Niemcy Stephanie Schneider · Ann-Christin Strack                                 |
| 4.                                      | 12–13 stycznia 2019 | Königssee    | Dwójka mężczyzn  | Niemcy Francesco Friedrich · Martin Grothkopp                                        | Kanada Justin Kripps · Cameron Stones                                              | Niemcy Johannes Lochner · Christian Rasp                                         |
| 4.                                      | 12–13 stycznia 2019 | Königssee    | Czwórka mężczyzn | Niemcy Johannes Lochner · Marc Rademacher · Florian Bauer · Christian Rasp           | Łotwa Oskars Ķibermanis · Matīss Miknis · Arvis Vilkaste · Jānis Strenga           | Niemcy Francesco Friedrich · Candy Bauer · Martin Grothkopp · Alexander Schüller |
| 53. Mistrzostwa Europy 2019 – Königssee |                     |              |                  |                                                                                      |                                                                                    |                                                                                  |
| 5.                                      | 19–20 stycznia 2019 | Igls         | Dwójka kobiet    | Niemcy Stephanie Schneider · Ann-Christin Strack                                     | Niemcy Mariama Jamanka · Kira Lipperheide                                          | Stany Zjednoczone Elana Meyers-Taylor · Sylvia Hoffman                           |
| 5.                                      | 19–20 stycznia 2019 | Igls         | Dwójka mężczyzn  | Niemcy Francesco Friedrich · Thorsten Margis                                         | Niemcy Johannes Lochner · Florian Bauer                                            | Łotwa Oskars Ķibermanis · Matīss Miknis                                          |
| 5.                                      | 19–20 stycznia 2019 | Igls         | Czwórka mężczyzn | Niemcy Francesco Friedrich · Martin Grothkopp · Alexander Schüller · Thorsten Margis | Łotwa Oskars Ķibermanis · Matīss Miknis · Arvis Vilkaste · Jānis Strenga           | Niemcy Johannes Lochner · Marc Rademacher · Florian Bauer · Christian Rasp       |
| 6.                                      | 26–27 stycznia 2019 | Sankt Moritz | Dwójka kobiet    | Stany Zjednoczone Elana Meyers-Taylor · Lauren Gibbs                                 | Niemcy Stephanie Schneider · Lisa Sophie Gericke                                   | Niemcy Mariama Jamanka · Franziska Bertels                                       |
| 6.                                      | 26–27 stycznia 2019 | Sankt Moritz | Dwójka mężczyzn  | Niemcy Francesco Friedrich · Alexander Schüller                                      | Niemcy Johannes Lochner · Christian Rasp                                           | Łotwa Oskars Ķibermanis · Matīss Miknis                                          |
| 6.                                      | 26–27 stycznia 2019 | Sankt Moritz | Czwórka mężczyzn | Niemcy Francesco Friedrich · Martin Grothkopp · Candy Bauer · Alexander Schüller     | Niemcy Johannes Lochner · Gregor Bermbach · Florian Bauer · Christian Rasp         | Łotwa Oskars Ķibermanis · Matīss Miknis · Helvijs Lūsis · Jānis Strenga          |
| 7.                                      | 15–16 lutego 2019   | Lake Placid  | Dwójka kobiet    | Stany Zjednoczone Elana Meyers-Taylor · Lake Kwaza                                   | Kanada Christine de Bruin · Kristen Bujnowski                                      | Niemcy Stephanie Schneider · Deborah Levi                                        |
| 7.                                      | 15–16 lutego 2019   | Lake Placid  | Dwójka mężczyzn  | Niemcy Francesco Friedrich · Thorsten Margis                                         | Francja Romain Heinrich · Dorian Hauterville                                       | Kanada Justin Kripps · Cameron Stones                                            |
| 7.                                      | 15–16 lutego 2019   | Lake Placid  | Czwórka mężczyzn | Kanada Justin Kripps · Ryan Sommer · Cameron Stones · Ben Coakwell                   | Łotwa Oskars Ķibermanis · Matīss Miknis · Arvis Vilkaste · Jānis Strenga           | Rosja Maksym Andrianow · Wasilij Kondratienko · Aleksiej Zajcew · Rusłan Samitow |
| 8.                                      | 23–24 lutego 2019   | Calgary      | Dwójka kobiet    | Niemcy Mariama Jamanka · Annika Drazek                                               | Stany Zjednoczone Elana Meyers-Taylor · Lauren Gibbs                               | Niemcy Stephanie Schneider · Ann-Christin Strack                                 |
| 8.                                      | 23–24 lutego 2019   | Calgary      | Dwójka mężczyzn  | Niemcy Francesco Friedrich · Thorsten Margis                                         | Kanada Justin Kripps · Ryan Sommer                                                 | Niemcy Johannes Lochner · Christopher Weber                                      |
| 8.                                      | 23–24 lutego 2019   | Calgary      | Czwórka mężczyzn | Niemcy Francesco Friedrich · Martin Grothkopp · Candy Bauer · Thorsten Margis        | Niemcy Nico Walther · Paul Krenz · Alexander Rödiger · Eric Franke                 | Niemcy Johannes Lochner · Christopher Weber · Florian Bauer · Christian Rasp     |
| 63. Mistrzostwa Świata 2019 – Whistler  |                     |              |                  |                                                                                      |                                                                                    |                                                                                  |

## Klasyfikacje

### Dwójka kobiet
| Miejsce | Pilot                | SIG | WIN | ALT | KON | IGL | STM | LPD | CAL | Punkty |
| ------- | -------------------- | --- | --- | --- | --- | --- | --- | --- | --- | ------ |
| 1.      | Mariama Jamanka      | 1.  | 2.  | 1.  | 1.  | 2.  | 3.  | 4.  | 1.  | 1712   |
| 2.      | Stephanie Schneider  | 8.  | 1.  | 6.  | 3.  | 1.  | 2.  | 3.  | 3.  | 1596   |
| 3.      | Elana Meyers-Taylor  | DSQ | 3.  | 3.  | 2.  | 3.  | 1.  | 1.  | 2.  | 1470   |
| 4.      | Nadieżda Siergiejewa | 2.  | 5.  | 7.  | 12. | 5.  | 7.  | 8.  | 5.  | 1386   |
| 5.      | Anna Köhler          | 3.  | 4.  | 5.  | 7.  | 4.  | 4.  | 6.  | —   | 1304   |
| 6.      | Brittany Reinbolt    | 5.  | 11. | 11. | 14. | 7.  | 11. | 5.  | 5.  | 1240   |
| 7.      | An Vannieuwenhuyse   | 6.  | 8.  | 8.  | 8.  | 12. | 8.  | 10. | 13. | 1208   |
| 8.      | Katrin Beierl        | 7.  | 6.  | 9.  | 4.  | 6.  | DSQ | —   | 4.  | 1056   |
| 9.      | Mica McNeill         | —   | 7.  | 4.  | 6.  | 11. | 5.  | 9.  | —   | 1008   |
| 10.     | Martina Fontanive    | DNS | 10. | 12. | 10. | 9.  | 9.  | 12. | 11. | 984    |

### Dwójka mężczyzn
| Miejsce | Pilot               | SIG | SIG | ALT | KON | IGL | STM | LPD | CAL | Punkty |
| ------- | ------------------- | --- | --- | --- | --- | --- | --- | --- | --- | ------ |
| 1.      | Francesco Friedrich | 1.  | 1.  | 1.  | 1.  | 1.  | 1.  | 1.  | 1.  | 1800   |
| 2.      | Oskars Ķibermanis   | 2.  | 2.  | 3.  | 5.  | 3.  | 3.  | 5.  | 6.  | 1564   |
| 3.      | Nico Walther        | 6.  | 4.  | 4.  | 5.  | —   | 14. | 4.  | 5.  | 1232   |
| 4.      | Dominik Dvořák      | 4.  | 6.  | 13. | 14. | 5.  | 10. | 17. | 11. | 1152   |
| 5.      | Won Yun-jong        | 14. | 12. | 9.  | 20. | 10. | 5.  | 8.  | 4.  | 1140   |
| 6.      | Romain Heinrich     | —   | —   | 5.  | 4.  | 8.  | 9.  | 2.  | 8.  | 1058   |
| 7.      | Maksym Andrianow    | 5.  | 5.  | 6.  | 8.  | 17. | 17. | 20. | 17. | 1036   |
| 8.      | Justin Kripps       | —   | —   | 2.  | 2.  | 4.  | —   | 3.  | 2.  | 1022   |
| 9.      | Mateusz Luty        | 11. | 11. | 11. | 7.  | 14. | 7.  | —   | 10. | 1000   |
| 10.     | Johannes Lochner    | —   | —   | DNF | 3.  | 2.  | 2.  | 7.  | 3.  | 988    |

### Czwórka mężczyzn
| Miejsce | Pilot               | WIN | WIN | ALT | KON | IGL | STM | LPD | CAL | Punkty |
| ------- | ------------------- | --- | --- | --- | --- | --- | --- | --- | --- | ------ |
| 1.      | Francesco Friedrich | 2.  | 1.  | 1.  | 3.  | 1.  | 1.  | 4.  | 1.  | 1727   |
| 2.      | Oskars Ķibermanis   | 4.  | 4.  | 2.  | 2.  | 2.  | 3.  | 2.  | 4.  | 1616   |
| 3.      | Johannes Lochner    | 3.  | 2.  | 4.  | 1.  | 3.  | 2.  | 7.  | 3.  | 1605   |
| 4.      | Nico Walther        | 1.  | 3.  | 3.  | 7.  | 7.  | 6.  | 5.  | 2.  | 1531   |
| 5.      | Maksym Andrianow    | 5.  | 6.  | 5.  | 4.  | 4.  | 4.  | 3.  | 6.  | 1496   |
| 6.      | Won Yun-jong        | 12. | 9.  | 7.  | 6.  | 12. | 8.  | 6.  | 9.  | 1240   |
| 7.      | Dominik Dvořák      | 7.  | 8.  | 6.  | 12. | 5.  | DSQ | 15. | 7.  | 1088   |
| 8.      | Aleksandr Bredichin | 8.  | 7.  | 9.  | 11. | 10. | —   | 9.  | 15. | 1016   |
| 9.      | Markus Treichl      | 10. | 10. | 8.  | 10. | 8.  | 12. | —   | 13. | 1000   |
| 10.     | Ivo de Bruin        | 14. | 11. | 14. | 8.  | 15. | 11. | 17. | 12. | 976    |
|         |                     |     |     |     |     |     |     |     |     |        |
| 24.     | Mateusz Luty        | —   | —   | 18. | 16. | —   | 20. | —   | —   | 244    |
| 34.     | Jakub Stano         | —   | —   | —   | —   | 23. | —   | —   | —   | 50     |

### Kombinacja mężczyzn
| Miejsce | Pilot               | Punkty |
| ------- | ------------------- | ------ |
| 1.      | Francesco Friedrich | 3527   |
| 2.      | Oskars Ķibermanis   | 3180   |
| 3.      | Nico Walther        | 2763   |
| 4.      | Johannes Lochner    | 2593   |
| 5.      | Maksym Andrianow    | 2532   |
| 6.      | Won Yun-jong        | 2380   |
| 7.      | Dominik Dvořák      | 2240   |
| 8.      | Markus Treichl      | 1920   |
| 9.      | Justin Kripps       | 1919   |
| 10.     | Ivo de Bruin        | 1864   |
|         |                     |        |
| 17.     | Mateusz Luty        | 1244   |